# Campo Sarabia
Campo Sarabia är en ort i Mexiko.   Den ligger i kommunen Salamanca och delstaten Guanajuato, i den centrala delen av landet, 230 km nordväst om huvudstaden Mexico City. Campo Sarabia ligger 1 727 meter över havet och antalet invånare är 553.
Terrängen runt Campo Sarabia är en högslätt. Runt Campo Sarabia är det ganska tätbefolkat, med 149 invånare per kvadratkilometer. Närmaste större samhälle är Salamanca, 15,0 km nordväst om Campo Sarabia. Trakten runt Campo Sarabia består till största delen av jordbruksmark.